# CollegeHumor
CollegeHumor — юмористический веб-сайт, принадлежащий компании InterActiveCorp и базирующийся в Нью-Йорке. На сайте ежедневно публикуются видео и статьи комедийного характера, создаваемые штатной командой сценаристов и актёров, а также пользовательский контент. В начале 2009 года редакция CollegeHumor создала собственный телесериал «The CollegeHumor Show» для показа на канале MTV. Управление сайтом осуществляет нью-йоркская компания CHMedia, которой также принадлежат такие проекты, как Defunker, Sports Pickle и Jest (ранее известный как Today’s Big Thing). Помимо этого CHMedia является партнёром онлайн-магазина одежды BustedTees.
Многие сотрудники сайта также работают в родственном ресурсе Dorkly, посвящённому пародиям в стиле CollegeHumor на видеоигры.

## История
Сайт был создан в 1999 году Джошем Абрамсоном и Рики Ван Вином при участии веб-разработчика Джейкоба Лодвика. Средний трафик насчитывал около семи миллионов уникальных посетителей, в соответствии с единицей измерения Quantcast. В интервью каналу Fox News Абрамсон признался, что он и Ван Вин изначально планировали заняться рекламным бизнесом в сети. Идея заключалась в создании сайта юмористического характера, способного привлечь рекламодателей студенческого возраста.
CollegeHumor, наряду с материнской компанией, Connected Ventures, была приобретена компанией Барри Диллером, главой правления InterActiveCorp, в августе 2006 года. В последние годы сайт стал известен благодаря своему оригинальному комедийному контенту. CollegeHumor был номинирован на Webby Awards в категории «юмор», а многие из его индивидуальных видео были номинированы и выигрывали эту премию в различных категориях.

## Контент

### Видео
CollegeHumor создаёт оригинальные комедийные видео под общим заголовком CH Originals (первоначальное название — CHTV). Кроме того на сайте размещена большая коллекция пользовательских вирусных видео, домашних фильмов, причудливых спортивных моментов, скетчей и тому подобного.

### Фото
В фото-разделе CollegeHumor представлены фотографии, загружаемые пользователями сайта. Как и видео, эти изображения могут нести юмористический или причудливый характер. Также на сайте проводятся фотоконкурсы. В одном из них ежедневно и на протяжении всего года определяется самая красивая студентка колледжа.

### Статьи
На сайте публикуются статьи штатных сотрудников сайта и пользователей, в том числе юмористические эссе, комиксы, интервью и еженедельные колонки о спорте, видеоиграх и студенческой жизни. Писательский вклад в сайт внесли такие известные комики, как Кристиан Финниган, Дэвид Уэйн, Пол Шеер, Амир Блюменфельд, Джастин Джонсон, Джуда Фридлендер и Стритер Сайдел, который является редактором статей, публикующихся на главной странице CollegeHumor.

## The CollegeHumor Show
17 декабря 2008 года на сайте CollegeHumor был анонсирован комедийный телесериал «The CollegeHumor Show», премьера которого состоялась на канале MTV в феврале 2009 года. Сценаристами и исполнителями главных ролей выступили девять действующий членов редакции сайта (Рики Ван Вин, Джейк Гурвиц, Амир Блюменфельд, Дэн Гуревитч, Патрик Касселс, Сара Шнайдер, Стритер Сайделл, Сэм Райх и Джефф Рубин), исполнившие роли гротескных версий самих себя.

## Книги
- The Writers of CollegeHumor.com. The CollegeHumor Guide to College: Selling Kidneys for Beer Money, Sleeping with Your Professors, Majoring in Communications, and Other Really Good Ideas (англ.). — Dutton Adult[англ.], 2006. — ISBN 0525949399.
- The Writers of CollegeHumor.com. Faking It: How to Seem Like a Better Person Without Actually Improving Yourself (англ.). — Dutton Adult[англ.], 2007. — ISBN 0525949917.
- The Writers of CollegeHumor.com. CollegeHumor. The Website. The Book (неопр.). — Da Capo Press, 2011. — ISBN 0306820269.